# فرودگاه لوگان-کش
فرودگاه لوگان-کش (به انگلیسی: Logan-Cache Airport) یک فرودگاه همگانی با کد یاتا LGU است که یک باند فرود آسفالت دارد و طول باند آن ۲۷۷۲ متر است. این فرودگاه در کشور ایالات متحده آمریکا قرار دارد و در ارتفاع ۱۳۵۸٫۵ متری از سطح دریا واقع شده است.

### باری
| شرکت‌های هواپیمایی | مقصدهای پروازی                      |
| ----------------- | ----------------------------------- |
| Ameriflight       | محلی پوکاتلو، شهری لمی، سالت‌لیک‌سیتی |
| Gem Air           | شهری لمی، سالت‌لیک‌سیتی               |